# اسکات ریتر

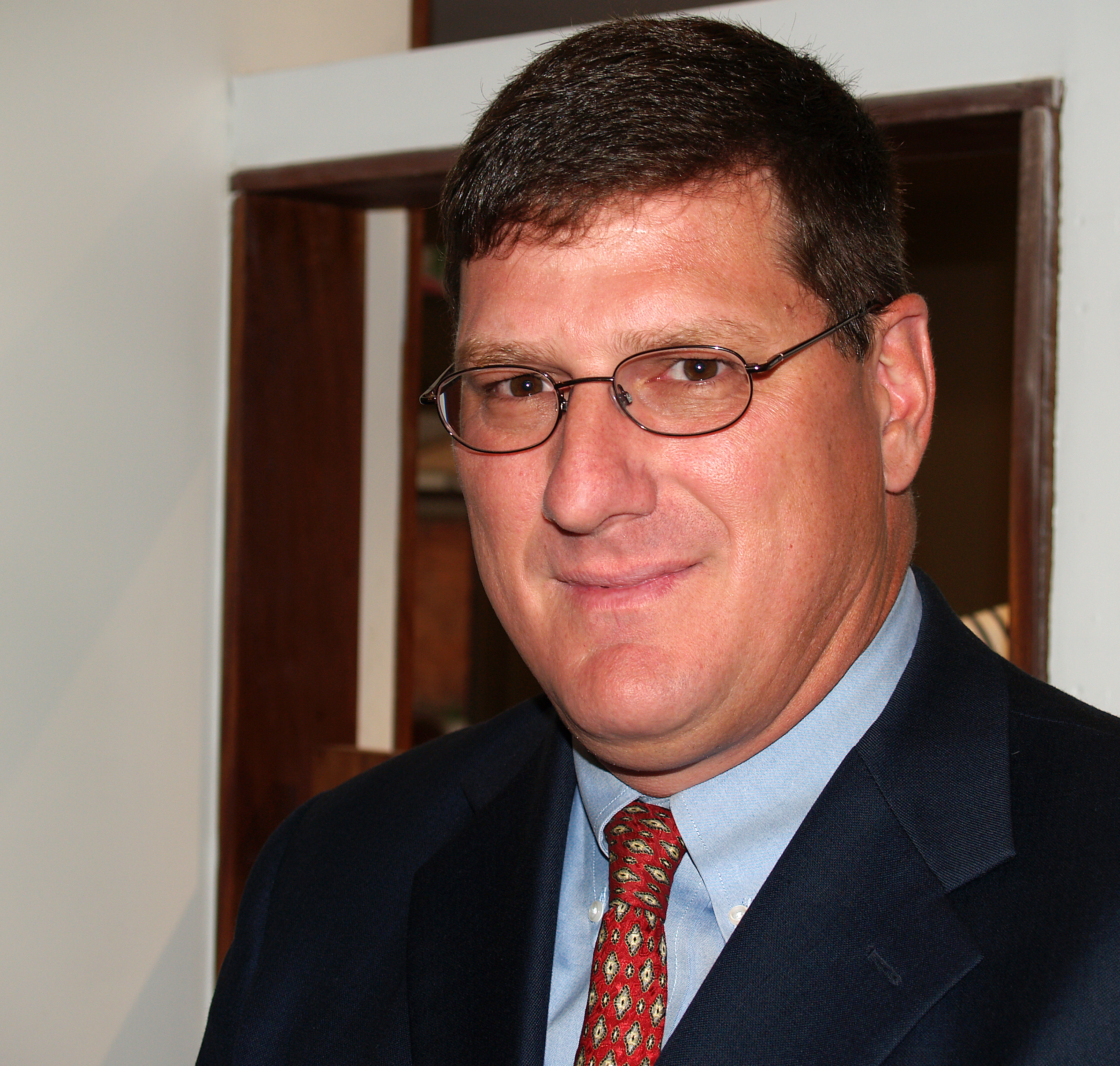

اسکات ریتر (به انگلیسی: Scott Ritter)‏ (زاده ۱۹۶۱) نماینده و بازرس سازمان ملل در بخش سلاح‌های کشتار جمعی از ۱۹۹۱ تا ۱۹۹۸ بود.

## پیشینه
ریتر در سال ۱۹۶۱م متولد شد. وی قبل از حمله ۲۰۰۳ آمریکا به عراق تصریح کرد عراق سلاح شیمیایی ندارد. او از منتقدان سیاست خارجی آمریکا در رابطه با خاورمیانه و از جمله ایران و عراق است.

## کتاب
کتاب معروف ریتر دربارهٔ عراق است که چند بار به فارسی ترجمه شده است. داستان ناگفته عراق، مترجم علیرضا عیاری، ناشر: اطلاعات و جنگ علیه عراق‌؛ اسکات ریتر، ویلیام ریورز پیت؛ ترجمه نوید هاشمی‌طبا.

## اظهارات و دیدگاه‌ها
- ائتلاف ناتو فاقد توان نظامی است و اصل دفاع جمعی در این پیمان چیزی بیشتر از یک خیالبافی نیست.
- من فکر می‌کنم چین جرأتمند شده است. دلیل آن فقط پیروزی نظامی قریب‌الوقوع روسیه نیست بلکه به ناتوانی غرب هم برمی‌گردد. غرب سگی است که با صدای بلند واق واق می‌کند اما گاز نمی‌گیرد. ناتو هیچ توانمندی نظامی‌ای ندارد، اصلاً.[۶]